# Nazionale maschile under 21 di calcio dell'Ucraina
La Nazionale di calcio ucraina Under-21 è la rappresentativa calcistica Under-21 dell'Ucraina ed è posta sotto l'egida della Federazione calcistica ucraina. Partecipa al Campionato europeo di categoria, che si tiene ogni due anni.
Disputò la sua prima partita nel 1994 raccogliendo l'eredità della Nazionale sovietica Under-21, dopo la dissoluzione dell'Unione Sovietica.
Il miglior risultato conseguito dalla formazione ucraina è stato l'ammissione alla fase finale del campionato europeo di calcio Under-21 2006, dove, nella sorpresa generale, raggiunge la finale, poi persa contro l'Olanda.

## Partecipazioni ai tornei internazionali

### Europeo U-21
Fino al 1991 l'Ucraina non aveva una propria nazionale in quanto lo stato ucraino era inglobato nell'Unione Sovietica. Esisteva, quindi, un'unica nazionale che rappresentava tutta l'Unione Sovietica.
- 1996: Non qualificata
- 1998: Non qualificata
- 2000: Non qualificata
- 2002: Non qualificata
- 2004: Non qualificata
- 2006: Secondo posto
- 2007: Non qualificata
- 2009: Non qualificata
- 2011: Primo turno
- 2013: Non qualificata
- 2015: Non qualificata
- 2017: Non qualificata
- 2019: Non qualificata
- 2021: Non qualificata
- 2023: Semifinali
- 2025: Primo turno

## Tutte le Rose

### Europei
Campionato d'Europa Under-21 UEFA 20061 Pjatov, 2 Romančuk, 3 Iščenko, 4 Nevmyvaka, 5 Jacenko, 6 Čyhryns'kyj, 7 Feščuk, 8 Alijev, 9 Pukanyč, 10 Mileŭski, 11 Fomin, 12 Rybka, 13 Pylypčuk, 14 Čeberjačko, 15 Jarmaš, 16 Kryvošejenko, 17 Mychalyk, 18 Hodin, 19 Maksymov, 20 Sytnik, 21 Oberemko, 22 Šyrjajev, CT: Mychajlyčenko
Campionato d'Europa Under-21 UEFA 20111 Kaniboloc'kyj, 2 Butko, 3 Selin, 4 Rakyc'kyj, 5 Putivcev, 6 Vicenec', 7 Konopljanka, 8 Stepanenko, 9 Morozjuk, 10 Zozulja, 11 Jarmolenko, 12 Bojko, 13 Parcvanija, 14 Holodjuk, 15 Kryvcov, 16 Bilyj, 17 Česnakov, 18 Kurilov, 19 Harmaš, 20 Matvjejev, 21 Fedorčuk, 22 Kravec', 23 Nepogodov, CT: Jakovenko
Campionato d'Europa Under-21 UEFA 20231 Neščeret, 2 Vivčarenko, 3 Syrota, 4 Talovjerov, 5 Želizko, 6 Syč, 7 V"junnyk, 8 Saljuk, 9 Sikan, 10 Mudryk, 11 Vanat, 12 Trubin, 13 Ljach, 14 Nazarenko, 15 Braharu, 16 Batahov, 17 Bražko, 18 Kryskiv, 19 Očeret'ko, 20 Kaščuk, 21 Bondarenko, 22 Sudakov, 23 Fesjun, CT: Rotan'
Template:Ucraina maschile Under-21 calcio europeo 2025

## Allenatori
- 1992–1994 Volodymyr Muntjan
- 1995 Viktor Kolotov
- 1996–1997 Oleksandr Iščenko
- 1998–1999 Viktor Kolotov
- 1999–2001 Volodymyr Onyščenko
- 2002 Anatolij Kroščenko
- 2002–2004 Pavlo Jakovenko
- 2003-2004 Hennadij Lytovčenko
- 2004–2007 Oleksij Mychajlyčenko
- 2008 Volodymyr Muntjan (interim)
- 2008–2012 Pavlo Jakovenko
- 2013–2015 Serhij Kovalec'
- 2015–2018 Oleksandr Holovko
- 2018–2023 Ruslan Rotan'
- 2023–in carica Unai Melgosa

## Rosa attuale
Lista dei 23 giocatori convocati per il Campionato europeo di calcio Under-21 del 2025 in Slovacchia.
Presenze e reti aggiornate al 5 giugno 2025.
| 1  | P | Ruslan Neščeret       | 22 gennaio 2002 (23 anni)  | 25 | 0 | Dinamo Kiev     |  |  |
| 12 | P | Heorhij Jermakov      | 28 marzo 2002 (23 anni)    | 3  | 0 | Oleksandrija    |  |  |
| 23 | P | Vladyslav Krapyvcov   | 25 giugno 2005 (19 anni)   | 0  | 0 | Girona          |  |  |
|    |   |                       |                            |    |   |                 |  |  |
| 2  | D | Kostjantyn Vivčarenko | 10 giugno 2002 (23 anni)   | 30 | 2 | Dinamo Kiev     |  |  |
| 3  | D | Illja Krups'kyj       | 2 ottobre 2004 (20 anni)   | 9  | 0 | Vorskla         |  |  |
| 4  | D | Taras Mychavko        | 30 maggio 2005 (20 anni)   | 4  | 1 | Dinamo Kiev     |  |  |
| 5  | D | Artem Smoljakov       | 29 maggio 2003 (22 anni)   | 9  | 0 | Los Angeles FC  |  |  |
| 13 | D | Volodymyr Saljuk      | 25 giugno 2002 (22 anni)   | 15 | 0 | Metalist        |  |  |
| 14 | D | Eduard Kozik          | 19 aprile 2003 (22 anni)   | 5  | 0 | Kolos Kovalivka |  |  |
| 15 | D | Vitalij Roman         | 15 aprile 2003 (22 anni)   | 15 | 1 | Ruch L'viv      |  |  |
| 16 | D | Arsenij Batahov       | 5 marzo 2002 (23 anni)     | 36 | 3 | Trabzonspor     |  |  |
|    |   |                       |                            |    |   |                 |  |  |
| 6  | C | Volodymyr Bražko      | 23 gennaio 2002 (23 anni)  | 24 | 2 | Dinamo Kiev     |  |  |
| 8  | C | Oleh Očeret'ko        | 25 maggio 2003 (22 anni)   | 26 | 4 | Karpaty         |  |  |
| 9  | C | Nazar Vološyn         | 17 giugno 2003 (21 anni)   | 13 | 4 | Dinamo Kiev     |  |  |
| 17 | C | Jehor Jarmoljuk       | 1º marzo 2004 (21 anni)    | 14 | 1 | Brentford       |  |  |
| 18 | C | Oleksandr Jacyk       | 3 gennaio 2003 (22 anni)   | 9  | 1 | Zorja           |  |  |
| 19 | C | Anton Carenko         | 17 giugno 2004 (20 anni)   | 5  | 0 | Lechia Danzica  |  |  |
| 20 | C | Vladyslav Veleten'    | 1º ottobre 2002 (22 anni)  | 5  | 1 | Kolos Kovalivka |  |  |
| 21 | C | Maksym Braharu        | 21 luglio 2002 (22 anni)   | 30 | 2 | Dinamo Kiev     |  |  |
| 22 | C | Valentyn Rubčyns'kyj  | 15 febbraio 2002 (23 anni) | 16 | 1 | Dinamo Kiev     |  |  |
|    |   |                       |                            |    |   |                 |  |  |
| 7  | A | Illja Kvasnycja       | 20 marzo 2003 (22 anni)    | 15 | 4 | Karpaty         |  |  |
| 10 | A | Bohdan V"junnyk       | 21 maggio 2002 (23 anni)   | 33 | 8 | Lechia Danzica  |  |  |
| 11 | A | Vladyslav Vanat       | 4 gennaio 2002 (23 anni)   | 13 | 4 | Dinamo Kiev     |  |  |